# Garde nationale de l'Oklahoma

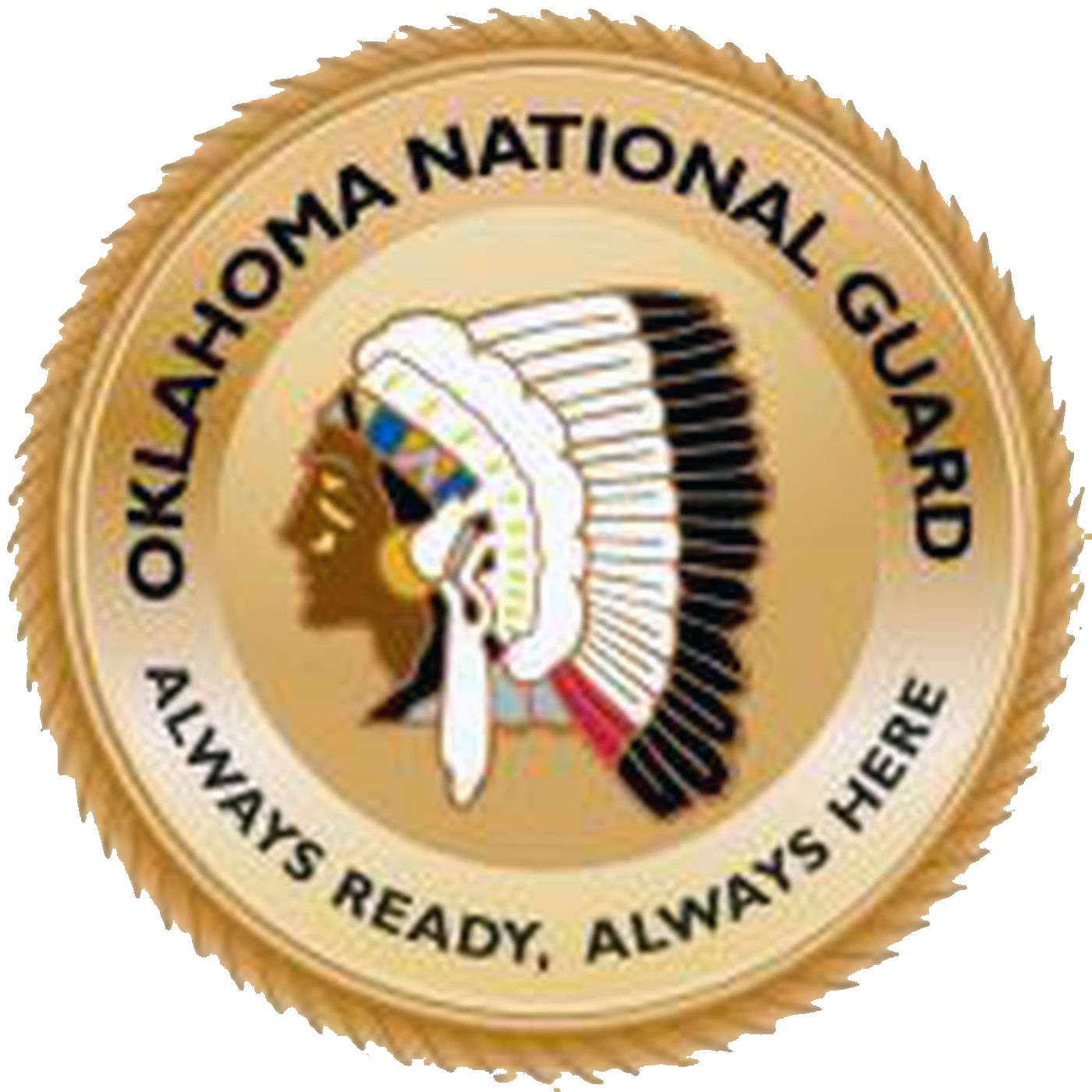
Insigne.

La garde nationale de l'Oklahoma (en anglais : Oklahoma National Guard) est une division du département militaire de l'Oklahoma (en) et la composante de la garde nationale des États-Unis située dans l'État américain de l'Oklahoma.

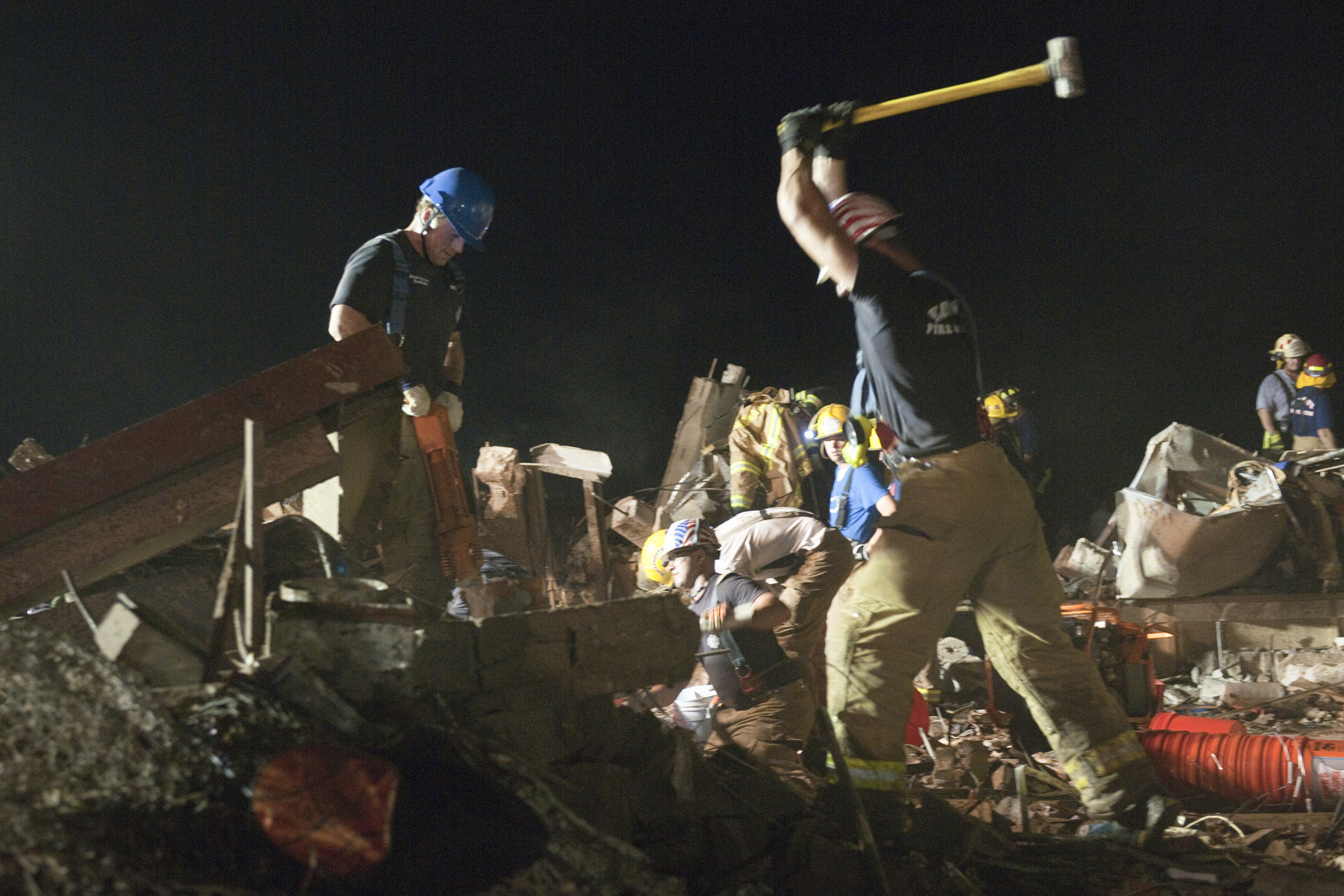
Des soldats de la Garde nationale de l'Oklahoma au secours de sinistrés après une tornade près de Moore en 2013.

La Garde nationale peut être appelée au service fédéral à la suite d'une demande du président des États-Unis ou du Congrès des États-Unis. Lorsque les troupes de la garde nationale opèrent dans ce cadre, le président en est le commandant en chef. En temps normal, c'est le gouverneur de l'Oklahoma qui la commande.
Pendant la Seconde Guerre mondiale, sa composante terrestre a donné naissance à la 45e division d'infanterie qui a combattu en Italie et en France.